# Pilar Homem de Melo

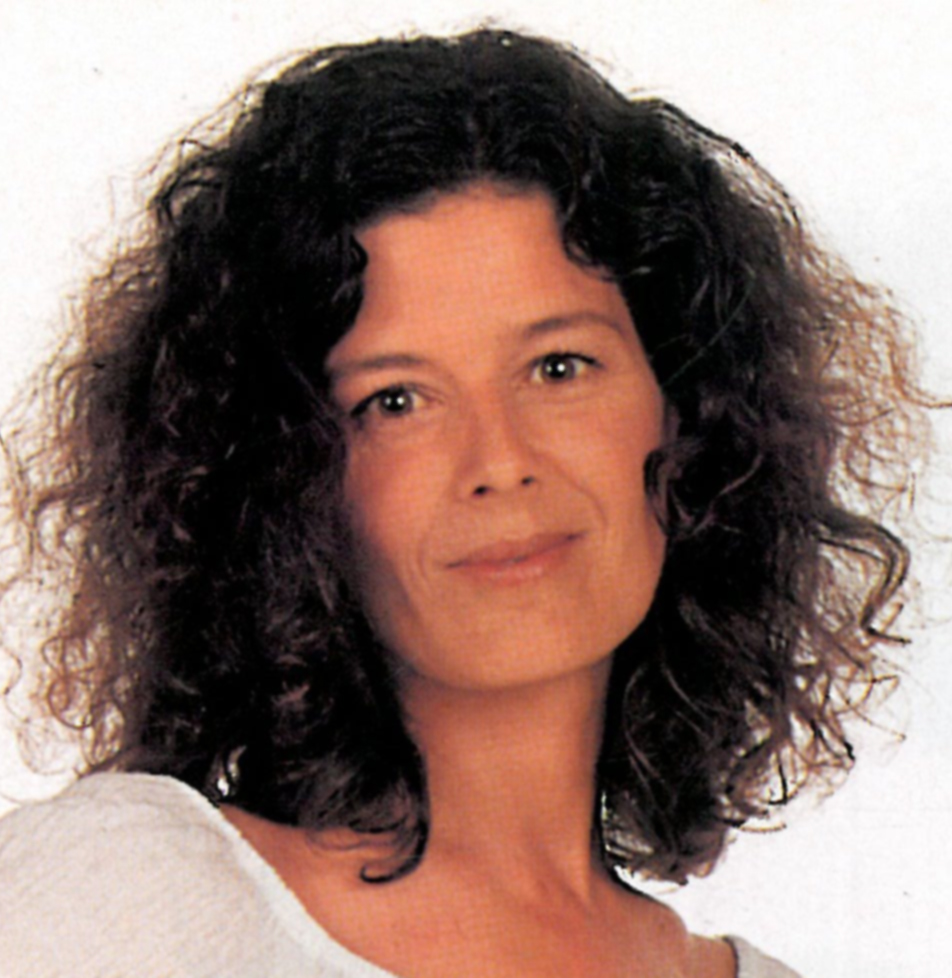
Pilar Homem de Melo

Pilar Homem de Melo (* 5. Juli 1963 in Lissabon) ist eine portugiesische Sängerin, die unter ihrem Künstlernamen Pilar auftritt.
Sie lebte von 1975 bis 1981 in Rio de Janeiro, wo sie anfing, Lieder zu schreiben. Von 1982 bis 1985 absolvierte sie ein Musikstudium am Berklee College of Music in Boston. 1988 nahm sie EMI-Valentim de Carvalho unter Vertrag, und 1989 erschien ihr erstes Album, produziert von Wayne Shorter. Im Jahr 2000 wechselt sie zur Plattenfirma Zona Música-Mute, wo sie ihre nächsten zwei Alben veröffentlicht.
Im Jahr 2011 hat sie ein neues Album angekündigt. Bisher war ihre Musik geprägt von poetischen, gefühlvoll-leichten Liedern zwischen Jazz, moderner Popmusik und der Tradition der Singer-Songwriter, gleichwohl die Instrumentierung von anfänglich reduziert-akustisch bis zu später auch elektronisch variierte.

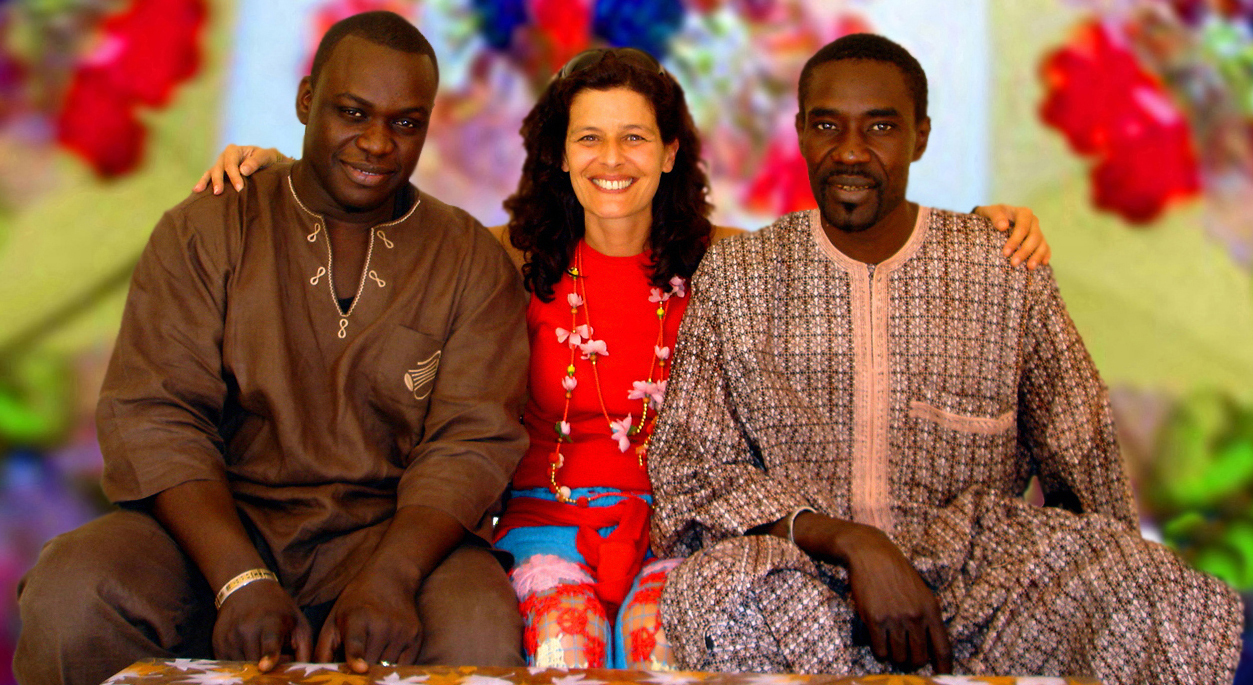
Pilar 2006 mit Thio Mbaye und Habib Faye

## Diskografie
- 1989: Pilar
- 1993: Pecado Original
- 2001: Não Quero Saber
- 2002: Ao Vivo (Live, mit Anamar und Né Ladeiras)
- 2003: Põe um Bocadinho + Alto